# La momia (serie de televisión)
La Momia (también conocida como La Momia: La serie animada) es una serie animada estadounidense producida por Universal Cartoon Studios basada en la película de 1999 del mismo nombre. Se estrenó en Kids WB en The WB network el 22 de septiembre del año 2001. Se establece en algún momento entre los años 1930 y 1934. Fue reestructurado y renombrado La momia: Secretos de los Medjai para su segunda y última temporada, que comenzó el 8 de febrero de 2003. El programa se canceló el 31 de mayo del año 2003. Las retransmisiones del programa todavía se emitieron en Kids WB hasta que se retiró de su formato de sábado por la mañana alrededor de julio del año 2003.

## Argumento
Basado libremente en las exitosas películas La momia y La momia regresa, los O'Connells se ven perseguidos en todo el mundo por el corrupto Sumo Sacerdote, Imhotep, y su lacayo, Colin Weasler, mientras intentan sacar el Brazalete de Osiris de la muñeca de Alex. Estos hacen su viaje por el mundo, tratando de localizar los pergaminos perdidos de Tebas, lo único que puede eliminar el brazalete de Osiris. Sin embargo, los rollos tuvieron que ser destruidos para evitar que Imhotep poseyera el brazalete. Ahora en la segunda temporada, Alex está entrenando como Medjai para combatir a la momia, además de enfrentarse a nuevas amenazas en el camino.

## Personajes

### Personajes principales
- Alex O'Connell (con la voz de Chris Marquette): un niño de 12 años (más tarde de 14 años) con una imaginación fantástica y una curiosidad ilimitada. Alex posee los mejores y, a veces, los peores rasgos de ambos padres. Educado en casa por Evy, conoce historias e idiomas antiguos increíblemente bien para su edad. Alex también heredó la osadía, el sentido del humor y el espíritu aventurero de su padre, rasgos que con frecuencia lo llevan a meterse en problemas. A medida que avanza la serie, Alex aprende lentamente cómo controlar algunos de los poderes del Brazalete. Pero con estos poderes de bajo nivel viene una responsabilidad increíble, una que Alex no toma a la ligera a pesar de sus pocos años.

- Rick O'Connell (con la voz de John Schneider): el padre duro de Alex y el esposo de Evy.

- Evy O'Connell (con la voz de Gray DeLisle): la madre de Alex y la esposa de Rick. Al igual que la película, Evy es la reencarnación de la princesa egipcia Nefertiri.

- Jonathan Carnahan (voz de Tom Kenny): el tío de Alex, el torpe pero bondadoso hermano mayor de Evy y el cuñado de Rick.

### Aliados
- Ardeth Bay (expresado por Nicholas Guest) - Líder de los Medjai. En la segunda temporada, él y los otros Medjai entrenan a Alex, Fadil, Yanit y otros estudiantes para ser la próxima generación de Medjai.

- Fadil (expresado por Jeff Bennett) - Un niño que es estudiante para convertirse en Medjai.

- Yanit (con la voz de Jeannie Elias): una chica que estudia para convertirse en Medjai.

- El Minotauro (con la voz de Kevin Michael Richardson): un Medjai que eligió convertirse en un minotauro para proteger a los Rollos de Tebas de Napoleón. Vivió debajo de las catacumbas de París, hasta que se encontró con los O'Connells. Se pensaba que el Minotauro estaba enterrado por los escombros, solo para resurgir en el final de la serie, donde ayudó a los O'Connells a evitar que Imhotep levantara el Ejército de Anubis.

- Jack O'Connell (con la voz de Charles Napier) - El padre de Rick, de quien está separado hasta "Como padre y como hijo". Se revela que es un Medjai, lo que significa que tanto Rick como Alex tienen sangre Medjai.

- Jin-Wu (con la voz de Mona Marshall): un joven que resulta ser el emperador de China. Roba un antiguo santuario y arroja a los O'Connells a la cárcel cuando amenazan con revelar esto. Cuando el robo incita a un antiguo dragón chino a atacar la ciudad de Jin-Wu, admite su fechoría y ayuda a Alex a deshacer la maldición. Esto está relacionado con Han, también el Emperador de China en La momia: La tumba del emperador dragón.

### Villanos
- Imhotep (con la voz de Jim Cummings): el personaje principal y el villano principal de la serie. Hace muchos años, Imhotep era un sacerdote que quería gobernar el mundo. Él ya era el guardián de los Rollos de Tebas. Cuando estaba a punto de robar el Brazalete de Osiris, el Faraón envió a sus guardias reales para capturarlo y sentenciarlo a ser momificado vivo. Años más tarde, Imhotep fue resucitado por Colin Weasler, a pesar del intento de Evy de destruirlo. Él planea buscar el Pergamino de Tebas para eliminar el Brazalete de Osiris de Alex. Cuando se trata de la pelea en las Catacumbas de París donde están los Pergaminos de Tebas, los recupera antes de que terminen destruidos por Alex usando el poder del Brazalete para llevar una antorcha debajo del Pergamino de Tebas. Aunque se pensó que estaba muerto cuando luchaba contra el Minotauro dentro de las catacumbas inundadas, Imhotep logró sobrevivir y se esforzó por encontrar otras formas de conquistar el mundo. A diferencia de las películas, es capaz de hablar inglés contemporáneo en esta serie.

- Anck-Su-Namun (voz de Lenore Zann) - La antigua amante de Imhotep, que fue momificada por traicionar al faraón y asesinar a la princesa Nefertiri. Imhotep la revivió arrojando su cuerpo al Lago de la Eternidad. La necesitaba para localizar la guadaña de Anubis, que ella y Nefertiri escondieron hace mucho tiempo. Pero cuando adquirieron la guadaña, Anck-Su-Namun traicionó a Imhotep, negándose a subordinarse a él. Sin embargo, Nefertiri, que había resurgido en el cuerpo de Evy, llamó a Anubis para reclamar lo que es suyo. Anck-Su-Namun, negándose a dejar ir su premio, bajó al Inframundo con Anubis. Sin embargo, Ardeth creía que no habían visto lo último de ella. Anck-Su-Namun resurgió en "Viejos amigos" y tomó un anillo mágico, lo que le permitió robar a los jóvenes de otros para regenerarse antes de ir tras el Brazalete. Los O'Connells lograron detenerla y lograron enviarla de regreso al Inframundo.

- Colin Weasler (con la voz de Michael Reisz): el sirviente al estilo Renfield de Imhotep y el compañero de trabajo/rival de Evy en el museo. En sus 20 años, Weasler es más joven que Evy. Siempre fue molestado en la escuela y, como resultado, esconde un enorme complejo de inferioridad. Impulsado por la ambición ciega, Weasler es un mentiroso y traicionero y celoso de la fama arqueológica de Evy. Ansia de poder y respeto, fama sobre fortuna, es Weasler quien convoca a Imhotep en nombre de la venganza contra Evy. Pero una vez que se convoca a la Momia, Weasler se da cuenta rápidamente de que ha obtenido mucho más de lo que esperaba. Tiene dos opciones, servir a Imhotep o ser su primera víctima. Weasler elige sabiamente lo primero. A lo largo de la serie, Weasler es el tipo que habla duro mientras está parado detrás de Imhotep. A medida que pasa el tiempo, Weasler se vuelve más codicioso, creyendo que si se dedica a Imhotep, la Momia lo recompensará una vez que se apodere del mundo. Durante la aparente desaparición de Imhotep después de su pelea con el Minotauro en las Catacumbas de París, se le mostró a Colin escribiendo cómics y afirmando ser el maestro de Imhotep cuando Imhotep regresa. Aunque Weasler es su típico, molesto, egoísta, mentiroso y cobarde "sí" es útil para Imhotep, ocasionalmente es una amenaza física para los O'Connells. Muchos fanáticos también lo han considerado como la versión animada de Beni Gabor de La momia.

- Ninzam Toth (con la voz de Michael T. Weiss): un Medjai oscuro que traicionó al otro Medjai, luchó con Ardeth Bay como un villano y perdió, y fue encarcelado por sus acciones. Después de escapar, planea vengarse de cada Medjai. Fue derrotado por Alex, Yanit y Fadil, pero regresa para continuar su venganza contra los Medjai.

- El escarabajo (con la voz de René Auberjonois): una monstruosa criatura parecida a un escarabajo gigante que fue sellada en el Amuleto de Escarabajo por los poderes del Brazalete de Osiris. Alex y su abuelo Jack lo liberaron accidentalmente mientras intentaban obtener el Amuleto.

- las Arpías (con la voz de April Winchell y Kathy Najimy): dos criaturas parecidas a pájaros femeninos cuyas canciones pueden esclavizar a cualquier hombre para que haga lo que quiera. Intentaron robar la Capa de Isis, lo que aumenta el poder del usuario por diez, pero fueron encarceladas en una pared tallada por los dioses con la Flauta de Nepthys. Colin Weasler usó la flauta para liberarlas, creyendo erróneamente que le servirían. Tienen aspectos de las sirenas y las arpías de la mitología griega.

## Lanzamientos de DVD
Universal Studios Home Entertainment lanzó la serie completa en DVD en la Región 1 en sets de tres volúmenes. Fueron liberados en Canadá el 22 de julio de 2008 y en los Estados Unidos el 16 de diciembre del año 2008.